# Hellbilly Deluxe
«Hellbilly Deluxe» — дебютный сольный альбом Роба Зомби, бывшего лидера группы White Zombie, вышедший 25 августа 1998 года. В заглавии обыгрывается схожее название популярной пластинки Hillbilly Deluxe 1987 года, записанной кантри-певцом Дуайтом Йокамом.
Следующий альбом Роба Зомби American Made Music to Strip By, вышедший в октябре 1999 года является сборником ремиксов на композиции с Hellbilly Deluxe.
В 2005 году состоялось переиздание Hellbilly Deluxe в виде DVD-сборника под названием Hellbilly Deluxe — Deluxe Edition. На диске присутствуют видеоклипы почти на все песни сборника.

## Запись альбома
К работе над записью альбома были подключены гитарист Дэнни Лонер (Nine Inch Nails), барабанщик Джон Темпеста (White Zombie) и другие. Тексты всех композиций написаны Робом Зомби, за исключением тех, где авторство указано отдельно. Соавтором всех композиций является продюсер Скотт Хамфри участвовавший в записи альбома.

## Оформление
В оформлении обложки, на которой изображен сам Роб Зомби, в названиях композиций альбома, равно как и в текстах песен используются мотивы и стилистика классических фильмов ужасов.

## Список композиций
1. «Call of the Zombie» — 0:30
2. «Superbeast» — 3:40
3. «Dragula» — 3:42
4. «Living Dead Girl» — 3:21
5. «Perversion 99» — 1:43
6. «Demonoid Phenomenon» — 4:11
7. «Spookshow Baby» — 3:38
8. «How to Make a Monster» — 1:38
9. «Meet the Creeper» — 3:13
10. «The Ballad of Resurrection Joe and Rosa Whore» — 3:55
11. «What Lurks on Channel X?» — 2:29
12. «Return of the Phantom Stranger» — 4:31
13. «The Beginning of the End» — 1:52

## Участники
- Rob Zombie:
  - Роб Зомби — вокал, автор текстов, продюсер
  - Майк Риггс — гитара
  - Blasko — бас-гитара
  - Джон Темпеста — ударные
  - Скотт Хамфри — продюсер, программирование, сведение
- Крис Лорд-Элдж[англ.] — сведение
- Дэнни Лонер — гитара («Meet the Creeper»)